# Karel Marušák
Karel Marušák (20. ledna 1884 Horní Lhota – 25. června 1970 Znojmo) byl český a československý politik a meziválečný senátor Národního shromáždění ČSR za Československou stranu národně socialistickou.

## Biografie
Maturoval na Zemské vyšší reálce v Uherském Brodě a pak studoval stavební inženýrství na české Vysoké škole technické v Brně. Angažoval se ve veřejném životě a akademických spolcích. Byl aktivní v studentském pokrokovém hnutí, v němž působil společně s dalším pozdějším československým politikem Jaromírem Nečasem. Za první světové války sloužil v rakousko-uherské armádě na italské frontě. Na jaře roku 1919 se stal správcem oddělení Zemského stavebního úřadu ve Znojmě. V tomto městě se pak politicky angažoval a byl členem městské rady. Patřil mezi zakladatele konzumního družstva Bratrství a stavebních družstev Domovina a Bratrství, jimž i předsedal.
V parlamentních volbách v roce 1929 získal senátorské křeslo v Národním shromáždění. Mandát obhájil v parlamentních volbách v roce 1935. V senátu setrval do jeho zrušení roku 1939, přičemž krátce předtím ještě přestoupil v prosinci 1938 do nově zřízené Strany národní jednoty.
Profesí byl technickým radou ve Znojmě.
Po anexi Znojma k Německé říši roku 1938 byla jeho vila zabrána wehrmachtem. Za druhé světové války se podílel na odbojové činnosti v rámci odbojové skupiny Vojenská policie napojené na organizaci Obrana národa. Využíval své kontakty v regionu z dob, kdy byl místopředsedou a předsedou Národohospodářského sboru pro jihozápadní Moravu. Po udání od bývalého spolupracovníka byl ovšem 3. června 1942 zatčen gestapem. Díky náhodně zjištěné známosti z dob služby za první světové války mu vyšetřovatel změnil trest z rozsudku smrti na vězení. Byl pak uvězněn v Oranienburgu, od počátku roku 1945 v Buchenwaldu. Po válce se vrátil do Znojma a byl místopředsedou ONV. Počátkem roku 1948 byl jmenován generálním zmocněncem pro stavební obnovu okresu, ale po únorovém převratu byl zbaven všech funkcí. V roce 1957 napsal kritickou studii ohledně politické situace v Československu, adresovanou Ferdinandu Peroutkovi ze Svobodné Evropy. Dopis zadržely československé úřady, ale nedokázaly identifikovat odesílatele. Po třech letech byl ovšem Marušák z autorství dopisu usvědčen poté, co dal do opravy svůj psací stroj. Byl obžalován z pokusu trestného činu velezrady a Krajský soud v Brně ho odsoudil na 13 let do vězení a k zabavení majetku. Byl vězněn v Ilavě, ochrnul na obě nohy. V roce 1962 byl na základě amnestie propuštěn. V roce 1968 podal žádost o rehabilitaci, která byla úspěšná.